# Діл
Діл — село в Україні, у Закарпатській області, Міжгірській селищній громаді.
Історичні згадки: 1789: Dyl, Dylok, 1796-7: Gyil, 1888: Gyil, 1892: Gyil, 1898: Gyil, 1907: Hegyfok, 1913: Hegyfok, 1925: Dil, 1944: Gyil, Дель, 1983: Діл, Дел.
Населення за переписом 2001 року складало 183 особи. Поштовий індекс — 90032. Телефонний код — 3146. Займає площу 1.88 км². Код КОАТУУ — 2122486002.
З історичних джерел дізнаємося, що понад триста літ тому в непролазних дрімучих лісах блукали грабіжники, не знаючи, де поділити награбовані «трофеї», називаючи місцину долом. Згодом тут, ховаючись від ворогів чи непроханих гостей, поселився мешканець з Репинного за прізвищем Мица, який облюбував собі місцину біля кришталево чистого джерела, де й викопав криницю. Це місце й дотепер ще називають на місцевому діалекті «маштріська» криниця, так як перший поселенець був надзвичайно вмілим майстром.

## Храми
Церква жінок-мироносиць. 2000.
За спогадами Ганни Юрик, православна громада в Ділу виникла близько 1931 p., і спочатку вірники молилися у хижі Петра Костюка. Згодом Гафія Юраш дала свою землю для спорудження каплиці.
Дерев'яну каплицю збудували в 1933—1934 p., але, можливо, минуло ще кілька років, поки каплицю облаштували і прикрасили (у списках обласного відділу релігії роком спорудження вказано 1938). Це була каркасна споруда з вежею та шпилястим завершенням. Стіни зовні і всередині обшили дошками.
Організував та очолив спорудження цієї каплиці місцевий майстер Федір Мица. Разом з ним працювали Михайло Талапканич, Іван Кіс, Юрій Шако, Федір Юраш. Розповідають, що якесь відношення до спорудження мав і один з останніх закарпатських опришків Юрій Кливець. Громаді вдалося придбати три дзвони, один з яких купила Полага Кіс.
Першим священиком став російський емігрант Анатолій Міловідов, а дякували відтоді й донедавна брати Михайло і Федір Костюки. У селі кажуть, що каплиця була присвячена Покрові пр. богородиці, за іншими даними — Різдву пр. богородиці.
Греко-католицька церква Покрови перейшла до православних після 1949 р. Дерев'яну православну каплицю зняли з реєстрації 3 березня 1961 р. і розібрали.
У 1991 р. греко-католикам повернули По-кровську церкву, а православна громада збудувала новий храм. Ініціювала процес спорудження нової церкви касир православної громади Любов Юрик.
У квітні 1994 р. на ділянці, наданій Ганною Юраш, освятили хрест. Будівельний паспорт отримали у вересні того ж року. План церкви накреслили в райвідділі архітектури під проводом І. С. Фуцура. За зведення традиційного зрубу взялися місцеві майстри Юрій Кіс, Іван Костюк, Василь Юрик, а очолив роботу Михайло Кіс.
У листопаді 1997 р. завершили бляхарські роботи на дахах та вежі. Виготовлення та позолочення іконостасу, а також малювання ікон забезпечують Михайло Бундзяк з Міжгір'я та Іван Шарґа з Лозянського.
Прикрашений храм планують посвятити в неділю жінок-мироносиць 2000 р.
Першою церковною спорудою була дерев'яна каплиця, яку згадують у шематизмі 1915 р.
Невелику дерев'яну церкву поставлено досить пізно, але це одна з тих споруд, що збудовані у стародавній традиції і, безперечно, належать до цінних пам'яток народної архітектури. У межах сучасного Міжгірського району, що охоплює Верхньоверховинський та Нижньоверховинський деканати, таких церков більше.
Це єдиний регіон у Закарпатті, а, можливо, і в Українських Карпатах, де засади та прийоми традиційної дерев'яної архітектури повністю збереглись аж до середини XX ст., тобто аж до кінця її існування. Людська пам'ять зберегла ім'я майстра, що з одним помічником збудував церкву. Це був селянин з сусіднього Репинного Юрій Юртин (1893—1936). Розповідають, що за своє коротке життя він збудував 36 хиж. Будівництво церкви було вершиною його теслярської діяльності.
Його донька Гафія згадує, що коли тато ставив на турні хрест, то налив у склянку горілки і кинув униз, а поки люди, що обступили церкву, роздивилися, що до чого, хрест уже височів над маківкою. Таким чином майстер намагався уникнути «лихого ока» під час такої важливої події, як встановлення хреста.
Нині дахи, турню з гострим завершенням, опасання оббито бляшаною покрівлею. Ґанок змінено на засклену веранду, зруби обшито «піками» і пофарбовано.
Іконостас XVIII ст. подарувала громада села Іза, але гарні ікони невдало перемалював якийсь емігрант із Росії, що опинився в селі в 1930-х роках. Світичі різьбили соймівські майстри батько і син Фічоряки та М. Кінч. Один свічник походить з 1880 р.
У 1991 р. церкву повернуто греко-католикам. Останнє малювання в церкві виконав Андрій Кінч з Сухого.

## Населення
Згідно з переписом УРСР 1989 року чисельність наявного населення села становила 225 осіб, з яких 103 чоловіки та 122 жінки.
За переписом населення України 2001 року в селі мешкали 183 особи.

### Мова
Розподіл населення за рідною мовою за даними перепису 2001 року:
| Мова       | Відсоток |
| ---------- | -------- |
| українська | 98,91 %  |
| російська  | 1,09 %   |

## Туристичні місця
- храм жінок-мироносиць. 2000
- автентичні регіональні будівлі. Це єдиний регіон у Закарпатті, а, можливо, і в Українських Карпатах, де засади та прийоми традиційної дерев'яної архітектури повністю збереглись аж до середини XX ст.